# Sara Montes
Sara Montes (Cidade do México, 7 de junho de 1926), é uma atriz mexicana de cinema e de televisão.

## Telenovelas
- Cuidado com o anjo (2008) - Balbina
- Peregrina (2005) - Firmina
- Bajo la miesma piel (2003) - Esther
- A intrusa (2001) - Balbina
- Mujer bonita (2000) - Teresa
- Rosalinda (1999) - Sandra Pacheco de Rivera
- Huracán (1997–1998) - Ifigenia
- Más alla de la usurpadora (1998) - Eloisa
- La usurpadora (1998) - Eloisa
- Maria do bairro (1995) - Elisa
- Marimar (1994) - Edelmira
- Sueño de Amor (1993)
- María Mercedes (1992) - Rebeca
- Simplesmente María (1989) - Elvira
- La leona (1961)

## Séries
- La rosa de Guadalupe (2011-14) - Diretora/Licha
- Mujer, casos de la vida real (1994-95-97) - Vários personagens

## Cinema
- Cartas a Elena (2010)
- La mesa que más aplauda (2006)
- O Tigre de Jalisco (1947)
- Eu Não estou Mata Hari (1949)
- Anjos do Arrabal (1949)
- A Vida de Agustín Lara (1959)